# Santuário de Nossa Senhora da Piedade (Sanfins do Douro)
O Santuário de Nossa Senhora da Piedade localiza-se na freguesia de Sanfins do Douro, município de Alijó, em Portugal.
O santuário compõe-se pela Capela de Nossa Senhora da Piedade, pelas Capelinhas da Via-Sacra e pela Sala dos Milagres e Promessas. Existe ainda um café e restaurante panorâmico, um miradouro e um parque de merendas.
No Santuário realiza-se no mês de Agosto a Romaria de Nossa Senhora da Piedade.

## História
Em 1958 durante as obras de ampliação do Santuário foram encontradas sessenta e três moedas, do período romano, dentro de um pote de barro. Parte das moedas foram roubadas em 1985. Em 2018 a Polícia Judiciária recuperou dez moedas. O paradeiro das moedas foi dado a conhecer através da denúncia de um docente da Faculdade de Letras da Universidade do Porto e Presidente da Sociedade Portuguesa de Numismática, alertando para o facto dos objectos irem figurar num catálogo de um leilão, que iria ser realizado em Madrid.
Entre as moedas está uma raríssima moeda romana, um denário inédito cunhado durante a guerra civil do império romano nos anos de 68-69 D.C., conhecido como o ano dos quatro imperadores, e com preço base de licitação de sete mil euros.